# シモンの家の晩餐 (ヴェロネーゼ、ミラノ)
『シモンの家の晩餐』（シモンのいえのばんさん、伊: ）は、イタリアのルネサンス期、ヴェネツィア派の巨匠、パオロ・ヴェロネーゼのカンヴァス上の油彩画である。1570年にヴェネツィアの聖ヒエロニムス派のサン・セバスティアーノ修道院教会のために制作された。画家は、自身が後に埋葬された、この修道院教会（現在も設置されている）のために一連の作品を制作した 。18世紀後半にフランスがヴェネツィアを占領した後、修道院は廃止され、その芸術品は没収された。 1817年、ナポレオンの崩壊後、『シモンの家の晩餐』は、ミラノのブレラ美術館に収蔵された。
本作はヴェロネーゼの成熟期の作品で、ヴェネツィアの修道院の食堂のために制作された一連の記念碑的な『晩餐」のうちの一点であった。サン・ジョルジョ・マッジョーレ聖堂（現在はルーブル美術館）のための『カナの婚礼』と、サンティ・ナザロ・エ・チェルソ教会ための『シモンの家の晩餐』（現在はトリノのサバウダ美術館）は、連作中の初期の作品であった。連作はすべて、パッラーディオの同時代の建築をモデルにした巨大なトロンプ・ルイユ建築に囲まれている。ヴェロネーゼは、マゼールのバルバーロ邸の装飾でパッラーディオと共同制作をしていた。
左端のマグダラのマリアは、キリストの足に油を塗っている。おびただしい数の周囲の人物、中央の動物の諍い、そして作品の世俗的な細部はすべて、1573年の異端審問で言及されている。